# Municipio de Upper Augusta
El municipio de Upper Augusta  (en inglés, Upper Augusta Township) es un municipio del condado de Northumberland, Pensilvania, Estados Unidos. Según el censo de 2020, tiene una población de 2478 habitantes.

## Geografía
Está ubicado en las coordenadas 40°52′19″N 76°45′35″O / 40.87194, -76.75972 (40.872038, -76.75978).

## Demografía
Según la Oficina del Censo, en 2000 los ingresos medios de los hogares eran de $41,875 y los ingresos medios de las familias eran de $48,875. Los hombres tenían ingresos medios por $35,489 frente a $21,389 para las mujeres. Los ingresos per cápita eran de $22,433. Alrededor del 5.1% de la población estaba por debajo del umbral de pobreza.
De acuerdo con la estimación 2016-2020 de la Oficina del Censo, los ingresos medios de los hogares son de $66,125 y los ingresos medios de las familias son de $75,250. Alrededor del 6.0% de la población está por debajo del umbral de pobreza.